# Соколов, Михаил Ксенофонтович
Михаи́л Ксенофо́нтович Соколо́в (6 [18] сентября 1885, Ярославль, Российская империя — 29 сентября 1947, Москва, СССР) — русский и советский художник, живописец и график, педагог.

## Биография
Родился 6 (18) сентября 1885 года в Ярославле в семье ремесленника-бондаря (семейный дом на Лесной площадке, в начале нынешней улицы Победы, не сохранился). Смог учиться на художника благодаря помощи ярославского купца-мецената. С 1898 по 1904 годы учился у педагога и художника Петра Александровича Романовского в Ярославских городских классах рисования. В 1904 году поступил в Строгановское училище. Его учителями были С. В. Ноаковский и С. И. Ягужинский. С 1907 года учился самостоятельно.
В 1904—1907 годах работы Соколова экспонировались на выставках в Ярославле и Москве. В 1907—1909 годах служил матросом на кораблях Балтийского флота. В годы Первой мировой войны служил в Петрограде (матрос запаса при штабе во 2-м Балтийском флотском экипаже). В 1916—1917 годах участвовал в выставке «Мир искусства» (Петроград — Москва).
Во время Февральской революции стал одним из руководителей балтийских моряков. Поддерживал большевиков. После провалившейся попытки свержения Временного правительства 3-5 июля 1917 года, в которой активно участвовали большевики, и личного объяснения с А. Ф. Керенским резко и навсегда отошел от политической активности и посвятил себя искусству.
Зарабатывал на жизнь преподаванием рисования и живописи в городе Сергач Нижегородской губернии (1918—1919), в Ярославских Государственных мастерских (ВХУТЕМАС) (1919—1920). В 1921-22 годах работал в Тверских Государственных художественных мастерских и Яхромской изостудии при мануфактуре. С 1923 года жил в Москве.
Преподавал в Московском училище памяти 1905 года. С 1934 года — член МОСХа. 
Своей мастерской не имел, работал там, где жил — в десятиметровой комнате коммунальной квартиры на Арбате. Мастерская на Масловке ему была предоставлена в канун ареста, что, возможно, и стало причиной его ареста вследствие доноса.
Благодаря тому, что какие-то олухи причислили его к формалистам, человек живёт в невероятных условиях, голодает — одним словом, бедствует, пожалуй, так, как бедствовать у нас сейчас приходится немногим. А художник воистину замечательный, впитавший в себя все благородные традиции французских мастеров последнего столетия, он всё-таки с очень яркой своей физиономией создал шедевры, которые будут в состоянии выдержать соседство любого импрессиониста. (Из письма С. Орлова, 1937)
Арестован 26 октября 1938 года. 22 марта 1939 года осуждён Мосгорсудом по статье 58 (пункт 10) и приговорён к 7 годам исправительно-трудовых лагерей. Срок отбывал в лагере на станции Тайга. Сначала работал на общих работах (лесоповал), но вскоре попал в больницу и затем был отнесен к инвалидам первой категории, которая давала освобождение от работ. 

В лагере продолжал рисовать и в письмах к друзьям присылал художественные миниатюры, рисованные подручными материалами.
Рисунки делались на маленьких листочках бумаги, иногда на конфетных обёртках, пером, карандашом и были чуть подкрашены. В Москве ими любовались как живописными видениями. В них изображались тайга, снег, сосны. (Н. Тарабукин)
От голода 55-летнего Соколова настигли лагерные болезни: пеллагра, анемия. Зимой 1943-го здоровье Соколова настолько ухудшилось, что его досрочно освободили – без снятия судимости и с запрещением жить в Москве. Он с трудом добрался до Ярославля, где жили его мать, сестры и брат. Но семья отказалась от опального художника и после выписки из больницы, где он провел 8 месяцев, принять к себе не решилась. 

Друзья чудом нашли ему должность преподавателя изобразительного искусства в Доме пионеров Рыбинска. 
«Рыбинск встретил меня совершенно по-иному, чем Ярославль. Директор Дома пионеров – милейший человек, делает для меня все, чтобы мне было как можно лучше! Дня через два переезжаю туда, где мне отвели две комнаты. Одна 10 кв. м с печкой (я люблю топку печки) – это моя спальня и кабинет, другая 18 кв. м, в два окна – это моя мастерская-студия. С питанием меня прикрепляют к лучшей столовой, где дают завтрак, обед с хлебом, булочкой, сахаром и чашкой кофе, второе – мясное. Одним словом, это первая улыбка жизни за 5 с лишним лет. Делюсь с вами первой радостью».
Добиться снятия судимости и восстановления в МОСХе Соколову, как он ни пытался, не удалось.

Отогревшись сердцем, в Рыбинске Михаил Соколов стал творить еще активнее — он возвращается к большой графике и станковой живописи, создает иллюстрации к Пушкину и Гоголю, Диккенсу и Мопассану. Исследовательница творчества Соколова Нина Голенкевич пишет: 
В этот период мастер воплощает незавершенные замыслы. В Рыбинске он создает десятки пейзажей и натюрморты, отмеченные высочайшим мастерством, среди которых особое место занимает цикл «Птицы». Работы наполнены эмоциональной жизнью личности – от страдания, скепсиса и пессимизма до торжества и возвышенного.
Словно не в силах отвыкнуть от лагерного дефицита материалов, Соколов продолжил рисовать миниатюры. Так, в январе 1946-го он пишет: 
«Последние дни делаю по 20-25 вещей размером в вершок (4,5 см — прим. ред.) и меньше. Много Рыбинска и Санкт-Петербурга, романтических и многофигурных композиций: двор Людовика XIV, Наполеон в окружении свиты, Павел I на параде, двор Екатерины II. Темы исторические, но с произволом, для меня важна «атмосфера», а не пуговицы на костюме».
За четыре года, что он жил в Рыбинске, художник успел сделать очень много. В мае 1947 года он записывает: 
«Пишу, как голодный ест, – по 8-10 штук в день. Был день, когда написал 14 вещей. Натюрморт с черепом и цветком. Цветок утверждает жизнь, поэтому, несмотря на череп (смерть), он не пессимистический».
В 1947 в связи с онкологическим заболеванием (рак желудка) госпитализирован в 
больницу им. Склифосовского. Умер 29 сентября 1947 года, похоронен на Пятницком кладбище в Москве. Реабилитирован 26 июня 1958 года.

## Семья
Жены:
- Штемберг Надежда Викторовна (дочь художника В. К. Штембера, 1893—1982) — с 1917 по 1919.
- Баскакова Марина Ивановна (1902—1988) — с 1927 по 1935.
- Верещагина-Розанова Надежда Васильевна (младшая дочь В. В. Розанова, 1900—1956) — в 1947. Для неё это был второй брак[1].

## Творчество
Яркий живописец, один из самых виртуозных графиков и значительных книжных иллюстраторов своего времени. Был чужд социальному и политическому ангажементу, не работал по социальному заказу. 
В основной тематике (Страсти, женский портрет, прогулки за городом (всадники), музыканты, комедианты, пустынные городские ландшафты (старая Москва), мертвая натура) последовательно далек от советской злобы дня и апеллирует к классическим традициям культуры и искусства в широком их понимании.
В ранний период прошел через увлечение импрессионизмом, кубизмом, футуризмом. В середине 1920-х гг. уничтожил созданное до 1923 года; уцелело немногое: работы, подаренные друзьям или приобретенные Государственным музейным фондом.
В начале 1920-х гг., сохранив вкус к острой форме, отошел от художественной левизны, не участвовал в работе художественных групп и кружков (можно угадать некоторое созвучие его поисков с настроениями художников круга «Маковца») и более всего тяготел с тех пор к неоромантизму, постимпрессионизму, создав оригинальную авторскую версию изощренно-изысканного вневременного, часто театрализованного искусства, которую трудно однозначно прописать в арт-номенклатуру. 
Искусство Соколова — авторский суммарий европейского художественного опыта, авторски претворенного «парижского стиля». Чаще всего работал по воображению (воображаемый портрет, книжная графика), временами с натуры (пейзаж, натюрморт), хотя однозначно определить момент работы с натуры затруднительно: один из главных сюжетов, «мертвая птица», скорее всего также результат работы воображения. 
В религиозной теме сосредоточился на сюжетике Страстей Господних. Цикл «Страсти» насчитывал более 500 листов. Излюбленной техникой Соколова стала тушь в сочетании с пером и кистью. 
В начале 1920-х гг. писал стихи, готовил к изданию сборник своих стихов «Злой плен» и поэмы «Св. Себастиан» со своими рисунками.
Уникальная часть наследия Соколова — работы, созданные в лагере. Основную часть работ последнего периода составляют многочисленные виртуозные миниатюры: вымышленные пейзажи и сценки. При их создании Соколов, стесненный в технических средствах, использовал подручные материалы: грифели цветных карандашей, уголь, мел, спичку, зубной порошок, битый кирпич, добиваясь особой выразительности.

## Работы
- Живописный цикл «Москва уходящая»
- Живописный цикл «Птицы»
- Серия пейзажей
- Серия натюрмортов
- Графические циклы:
  - «Св. Себастьян»
  - «Страсти»
  - «Великая Французская революция»
  - «Цирк»
  - «Всадники»
  - «Музыканты»
  - «Странствующие комедианты»
  - «Воображаемые портреты»
  - «К Гофману»
  - «К Диккенсу»
  - «Воспоминание о старой Испании»
- Серия портретов (в том числе, серия женских портретов и автопортретов)
- Иллюстрации к роману «Приключения Оливера Твиста» Чарльза Диккенса (1932—1933)
- Иллюстрации к «Орлеанской девственнице» Вольтера (1934)
- Графические иллюстрации к произведениям «Мертвые души» Н. В. Гоголя, «Анна Каренина» и «Война и мир» Л. Н. Толстого, «Моцарт и Сальери» А. С. Пушкина (1945—1947)

Работы М. К. Соколова находятся во многих музейных и частных собраниях. Наиболее значительными коллекциями его произведений обладают Государственная Третьяковская Галерея, Ярославский художественный музей и Государственный музей изобразительных искусств имени А. С. Пушкина. С 1966 по 2003 год экспонировалось около 20 персональных выставок художника в Москве, Ярославле, Петербурге и других городах России, а также в Касселе (Германия).
С 23 декабря 2005 г. по 22 декабря 2006 г. в Инженерном корпусе Третьяковской галереи прошла выставка работ Соколова, где экспонировались работы художника, хранящиеся в фондах Ярославского художественного музея.